# Risorgimento

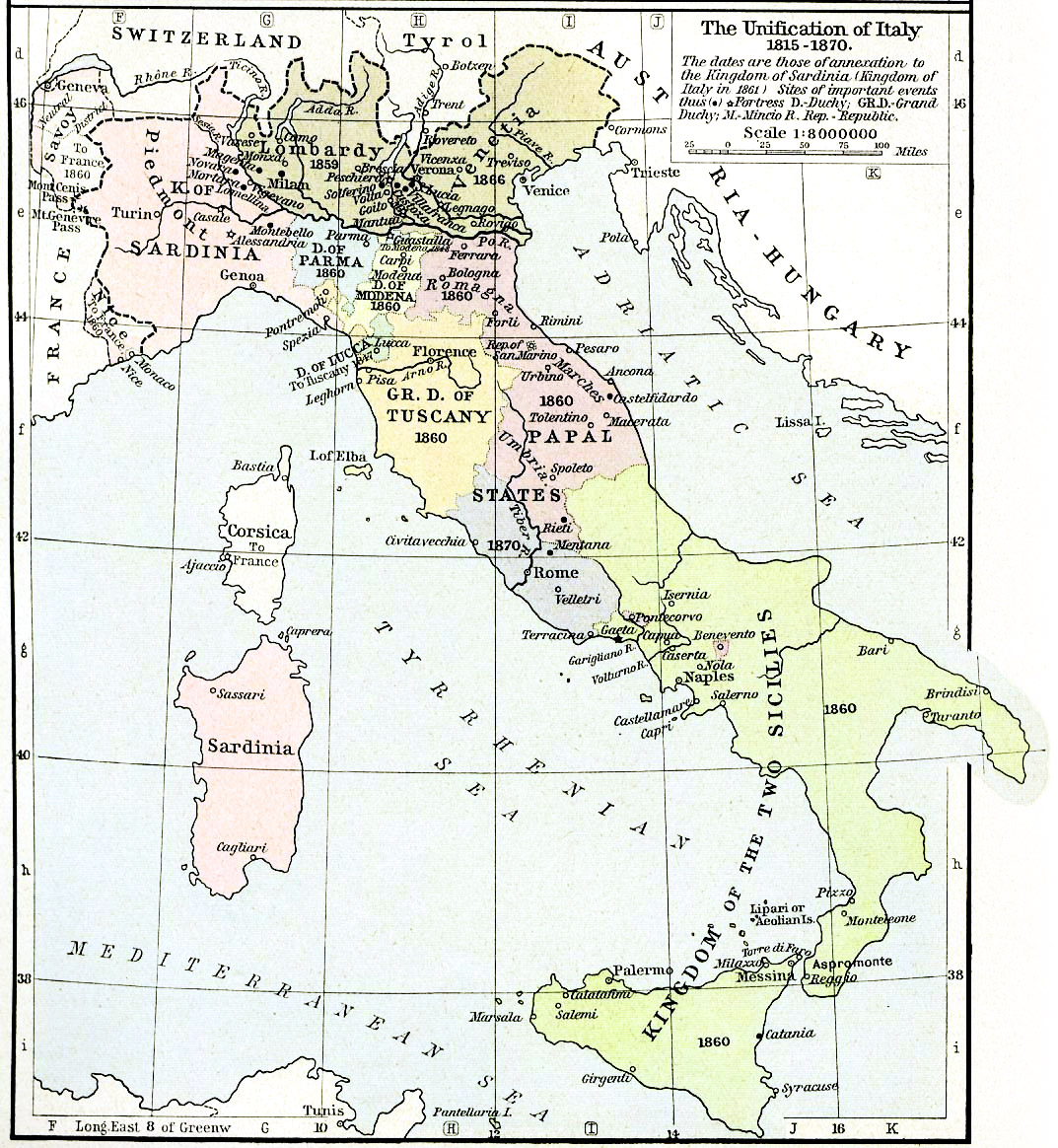
Staatkundige kaart van Italië 1815-1870.
De gebiedsdelen met het jaartal van vereniging staan aangegeven: het Koninkrijk Sardinië, de Pauselijke Staat, het Koninkrijk van de twee Siciliën, het Groothertogdom Toscane, Lombardije, Venetië, de hertogdommen Lucca, Modena en Parma.

De Risorgimento ("herrijzenis") is de periode van de eenmaking van Italië, die begon in 1820 met opstanden in Napels en Piëmont en voltooid werd in 1870 met de inname van Rome door de Italianen. Het duidt ook op de erg diverse bewegingen (zowel monarchisten als republikeinen namen deel) die in deze periode streefden naar de eenmaking.

## Voorgeschiedenis
In de klassieke oudheid was Italia de kern van het Romeinse Rijk, het was op een absoluut hoogtepunt wat betreft politieke, economische en culturele invloed. Tijdens het verval en de uiteindelijke ondergang van dit rijk verminderde dit en de politieke eenheid verdween bij de invasie van de Longobarden. Als zetel van de paus bleef het gebied relatief belangrijk in Europa.

## Ontstaan

### Italiaans verlies aan invloed
Tot en met de 16e eeuw speelde het Apennijns Schiereiland een belangrijke rol in Europa, ondanks de staatkundige verdeeldheid en onderlinge oorlogen. Economisch waren de rijke handelsrepublieken zoals Florence, Genua en Venetië van grote invloed, maar eveneens cultureel was het Italiaanse gebied van belang, door Rome als hoofdstad van het katholieke geloof en de regio Toscane als oorsprong van de renaissance.
De macht van de Italiaanse staten was sedert de 17e eeuw aanzienlijk geslonken; de wereldlijke en geestelijke macht in Europa van de paus ging door toedoen van de protestantse reformatie achteruit, de controle van het Ottomaanse Rijk over het Middellandse Zeegebied en de opkomst van West-Europese koloniale machten op de wereldmarkt verminderde de economische en militaire macht van alle Italiaanse staten. Het Italiaanse grondgebied, inclusief de eilanden, werd speelbal van Spaanse, Franse en Habsburgse vorstenhuizen.

### Napoleon
In de Tweede Coalitieoorlog (1799-1802) versloeg Napoleon de Habsburgse monarchie. Deze nederlaag dwong Oostenrijk tot het tekenen van de Vrede van Lunéville in 1801, wat onder andere als gevolg had dat een groot deel van Italië in Franse handen kwam. In 1805 liet Napoleon, ondertussen al Keizer der Fransen, zich eveneens kronen tot koning van Italië. Het zou tot 1814 duren vooraleer hij het hele schiereiland onder zijn heerschappij kreeg, hetzij rechtstreeks, hetzij indirect.
Napoleon zorgde in het nog steeds onverenigde Italië voor de invoering van een moderne wetgeving en een doelmatiger bestuur. Hierdoor werd het verval van de traditionele feodale verhoudingen versneld en tevens het Italiaans nationaal bewustzijn gestimuleerd. Het verlangen naar een ongedeeld Italië kwam op. Eveneens betekende de Franse periode voor de Italianen het eerste directe contact met het gedachtegoed van het liberalisme. Zowel het nationalisme als het liberalisme schoten wortel in Italië.
Il Risorgimento - Italiaans voor “de Wederopstanding” - drukt het verlangen uit naar een herwinning van Italiaanse grootsheid zoals in de klassieke oudheid en renaissance.

### Het Congres van Wenen
Met het oog op een Europese institutionele reconstructie werd na de val van Napoleon in 1814 het Congres van Wenen bijeengeroepen door de overwinnende mogendheden. Een van de uitgangspunten van dit congres was het herstel van het ancien régime, en daarmede het absolutisme van de oude vorstenhuizen en de terugwinning van hun territoria. Het congres ging pragmatisch te werk en zocht naar sterke, levensvatbare staten, vooral als zij aan Frankrijk grensden. Voor het Italiaanse grondgebied betekende dit:
- Het koninkrijk Piëmont-Sardinië onder het huis Savoye mocht de republiek Genua annexeren.
- De Kerkelijke Staat in Midden-Italië kwam weer in pauselijke handen.
- Het koninkrijk der Beide Siciliën viel onder heerschappij van een aparte tak van het huis Bourbon.
- Lombardije-Venetië werd een koninkrijk in personele unie met de Oostenrijkse Habsburgers.
- Toscane, het hertogdom Parma en Piacenza, de republiek Lucca en het hertogdom Modena en Reggio werden vazalstaten van Oostenrijk.
- San Marino en Monaco bleven zelfstandig, als dwergstaten.

Voorheen doorgevoerde liberale hervormingen werden stuk voor stuk teruggedraaid.

### Nationalistische bewegingen
Van groot belang voor de Italiaanse eenmaking zouden de carbonari zijn, een geheim genootschap, opgericht in de aard van de vrijmetselarij, die tussen de afloop van het Congres van Wenen (1815) en Revolutiejaar 1848 een rol probeerde te spelen in de strijd tegen het absolutisme en buitenlandse heersers. De carbonari hadden hun oorsprong in het koninkrijk Napels en doken later op op het Iberisch schiereiland en in Frankrijk.
La Giovine Italia (Het Jonge Italië) had als doel het stichten van een Italiaanse, democratische republiek. Als het middel hiervoor zag het een gewapende revolutie, zonder steun vanuit het buitenland. Deze groepering werd geleid door Giuseppe Mazzini en vervolgens door Giuseppe Garibaldi.
De groepering van gematigde liberalen van Cavour, Il Risorgimento, wilde een monarchie, zij het met grondwet en parlement, onder leiding van de Savoyes. Ook zij zagen een militaire revolutie als nodig, maar wel met steun van het buitenland.
De conservatieve stroming was voorstander van een Italiaanse statenbond, met de paus als voorzitter. Zij genoten buitenlandse steun van Napoleon III.

## Eenwordingen

Animatie van de eenwording.

### Revoluties van 1820
Toen in 1820 te Napels een liberaal-nationalistische militaire rebellie, de Carbonari, tot stand kwam, onder leiding van generaal Pepe, ging de Risorgimento effectief van start. De rebellen dwongen Ferdinand I tot de goedkeuring van een eigen grondwet. In datzelfde jaar werd Victor Emanuel I tot troonsafstand gebracht in Piëmont en werd ook daar een grondwet geschreven, eveneens door een opstand.
De Oostenrijkse troepen reageerden gewapend op deze twee voorvallen en bezorgden in Napels Ferdinand I zijn absolute macht terug, terwijl ze in Piëmont Karel Felix als nieuwe vorst op de troon brachten.

### Revoluties van 1830
In het Revolutiejaar 1830 kwamen nieuwe liberale opstanden tot stand in Midden-Italië, gesteund door de carbonari. Romagna, Parma en Modena verjoegen hun soeverein, waaronder - in Romagna - de paus. Door de banden van de paus met Oostenrijk viel het Oostenrijkse leger opnieuw Italië binnen om de oude orde te herstellen, elf jaar na de vorige bemoeienis. Veel van de opstandelingen vluchtten daardoor naar Frankrijk, dat in hun ogen het oord bij uitstek was voor liberalen. De overgebleven liberalen waren klein in getale, maar bleven zich engageren door het publiceren van tijdschriften en romantische literatuur, die steeds meer naar het nationalisme neigde. De carbonari waren een heterogene beweging, hun programma’s vertoonden veel tegenstrijdigheden. Mazzini, een idealist en een republikein, probeerde de ideeën samen te bundelen en richtte de politieke beweging Jong Italië op. Hij groeide uit tot een held onder de patriotten.

### Revoluties van 1848-1849
Het Revolutiejaar 1848 startte in Sicilië met een opstand tegen de autoritaire vorst Ferdinand II der Beide Siciliën: de Sicilianen riepen het koninkrijk Sicilië uit. De vonk sloeg over naar Noord-Italië in handen van de Oostenrijkers. Overal werden staatshoofden, de paus incluis, gedwongen tot het tekenen van liberale grondwetten. Karel Albert van Sardinië-Piëmont verklaarde de oorlog aan Oostenrijk. Ondanks de steun die hij verkreeg van volkshelden zoals Mazzini en Garibaldi werd zijn vrijwilligersleger verslagen bij Custoza. Dit was voor Mazzini en Garibaldi de aanleiding voor een andere aanpak. Ze zorgden ervoor dat Venetië, Toscane en Rome zich uitriepen tot republiek.
Paus Pius IX ontvluchtte het in rep en roer verkerende Rome, de Romeinse Republiek (1849) werd uitgeroepen. De paus kon rekenen op militaire steun van Oostenrijk en Frankrijk, die beide troepen stuurden om Rome weer in pauselijke handen te brengen. Pas in 1850 keerde paus Pius IX terug en herstelde het abolutisme als staatsvorm.
In de Beide Siciliën heroverde koning Ferdinand II het afgescheurde Sicilië (1849).
Het optreden van Oostenrijk en dit keer ook Frankrijk betekende een pijnlijke nederlaag voor het nationalisme en zijn aanhangers. Na de nederlaag bij de Slag bij Novara (1849) trad koning Karel Albert af ten gunste van zijn zoon Victor Emanuel II. Piëmont-Sardinië hield stand als onafhankelijke staat, waardoor het een toevluchtsoord werd voor liberalen, die vaak ook nationalisten en republikeinen waren, van over het hele Italiaanse schiereiland.

### Politieke zetten van Cavour

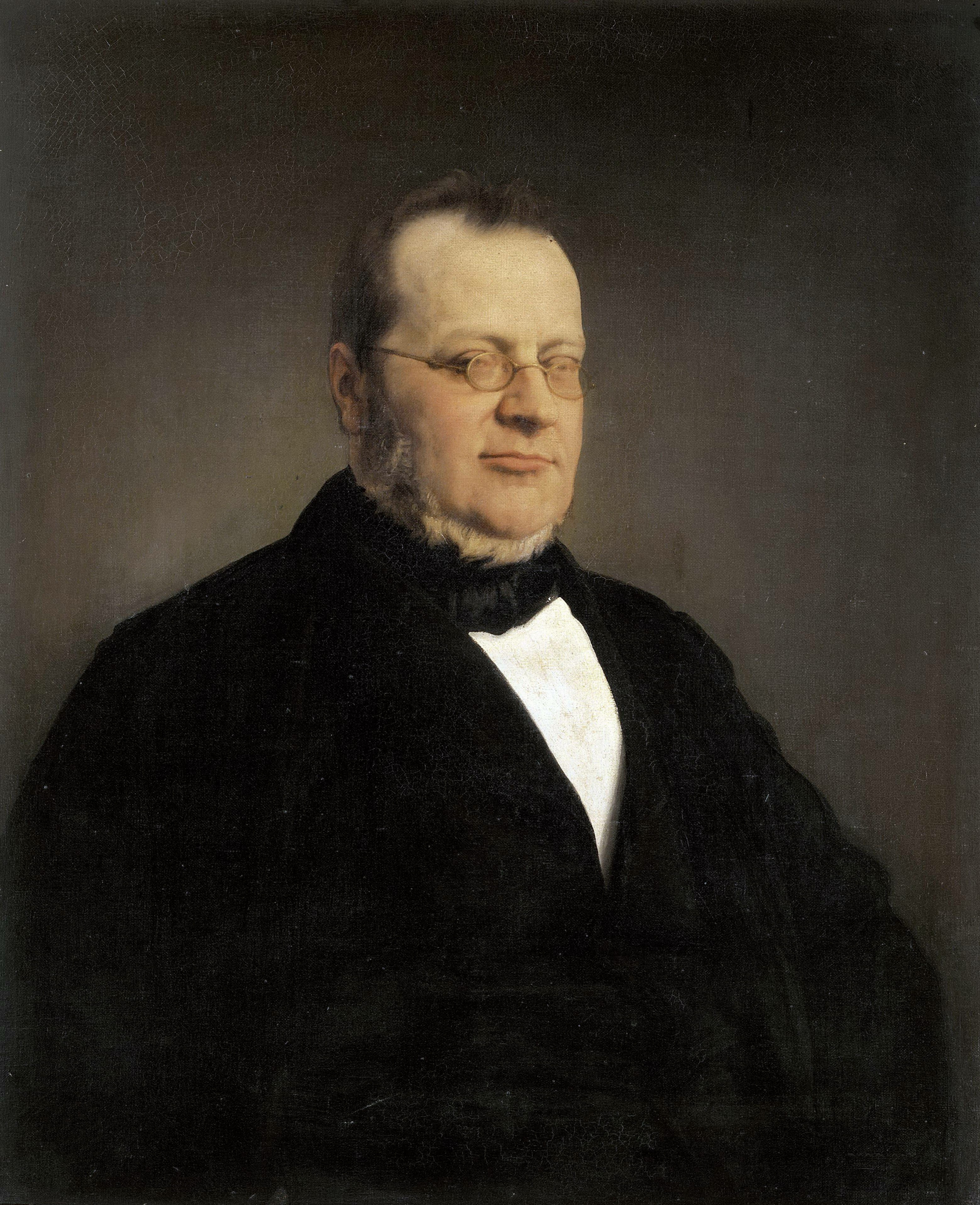
Cavour, door Francesco Hayez

Graaf Camillo Benso di Cavour was ondertussen geliefd en premier in Piëmont-Sardinië en broedde op nieuwe plannen voor een Italiaanse eenwording. De recente nederlaag weet hij aan verdeeldheid onder de liberalen, maar evenzeer aan militaire zwakte.
Hij zorgde ervoor dat adel en Kerk langzaam maar zeker aan macht verloren, terwijl hij zijn politieke positie verder versterkte door banden te smeden met de republikeinen. Ook zorgde hij voor nieuwe economische ontwikkelingen, door het sluiten van internationale handelsverdragen en door de groei van de landbouw en industrie te steunen. Dit alles ter ondersteuning van zijn militaire ambities: het uitbouwen van het leger, onder meer door een uitgebreidere dienstplicht en de bouw van een marinebasis in La Spezia.
Een slimme zet was het inzetten van zijn nieuwe, verbeterde leger aan de zijde van Groot-Brittannië en Frankrijk in de Krimoorlog. Frankrijk stond al jaren op gespannen voet met Oostenrijk inzake Italiaanse kwesties, maar van toen af aan kon Cavour niet alleen op de Franse, maar ook op de Britse sympathie rekenen.

### Overeenkomst van Plombières
Napoleon III van Frankrijk was te vinden voor een onafhankelijk Italië, om de invloed van Oostenrijk terug te dringen. Dit bracht Napoleon III en Cavour ertoe de overeenkomst van Plombières te sluiten in juli 1858. Dat plan hield in dat Piëmont een gewapend conflict zou uitlokken met Oostenrijk, wat voor Frankrijk een aanleiding zou zijn militair op te treden tegen de Oostenrijkse mededinger. Piëmont-Lombardije zou na de overwinning worden uitgebreid met Venetië en het Koninkrijk Noord-Italië vormen. Als beloning voor de Franse steun zouden Savoie en Nice in handen komen van Frankrijk. De overige Italiaanse staten zouden daarna aangemoedigd worden een statenbond te vormen met de paus als voorzitter.
Cavour liet de Piëmontse troepen mobiliseren, wat inderdaad een militaire inval van Oostenrijk uitlokte. Frankrijk schoot Piëmont te hulp, zoals afgesproken. In de Slag bij Solferino werden de Oostenrijkse troepen verslagen. Daardoor moesten die zich terugtrekken naar Venetië, waarvoor ze de overige Noord-Italiaanse staten moesten verlaten. Dit was voor Cavour een uitgelezen kans om de patriotten aan te zetten de macht over te nemen in deze staten. Ondertussen namen Rusland en Pruisen een dreigende houding aan tegenover Frankrijk, zodat Napoleon III genoodzaakt was een verdere opmars naar Venetië af te blazen en zich voor te bereiden op een mogelijk conflict met deze twee mogendheden. Ook ondervond Napoleon III in Frankrijk last van zijn katholieke burgers, wegens het gevaar waarin de paus verkeerde door de Franse militaire interventie in Italië.

### Aansluiting van de Centraal-Italiaanse staten
Parma, Modena, Toscane en Romagna sloten zich na goedkeuring van volksraadplegingen bij Piëmont-Sardinië aan in maart 1860. Uit onvrede met de aansluiting van de pauselijke provincie Romagna richtte paus Pius IX een internationaal vrijwilligersleger op om met geweld deze beslissing teniet te doen, de zogenoemde Pauselijke Zoeaven.

### Verovering van het koninkrijk der Beide Siciliën

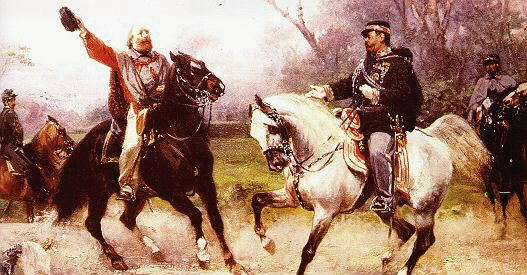
Victor Emanuel II ontmoet Garibaldi in Teano

In mei 1860 viel een leger van Roodhemden, onder leiding van Garibaldi en bewapend door Cavour, Sicilië binnen. Garibaldi veroverde het eiland op het koninkrijk der Beide Siciliën, stak vervolgens over naar Calabrië en bracht, ondanks verzet van de lokale bevolking, met de verovering van de hoofdstad Napels en Gaeta het hele Koninkrijk der Beide Siciliën ten val. In de buurt van Napels werden ze bijgestaan door het Brits Legioen, een groep vrijwilligers. 
Toen Garibaldi bekendmaakte naar Rome te willen marcheren, viel Victor Emanuel II de Kerkelijke Staat binnen. Dit leidde tot de Slag bij Castelfidardo, waarbij de zoeaven verslagen werden. Victor Emanuel trok na deze overwinning verder zuidwaarts tot Teano waar hij zich aansloot bij Garibaldi. Gezamenlijk met de Roodhemden van Garibaldi, maar onder commando van Victor Emanuel, werd Gaeta veroverd, het laatste bolwerk van het Bourbon-regime (1861). Het hele Italiaanse schiereiland was nu verenigd, met uitzondering van Lazio, waar de paus beschermd werd door Napoleon III, en Venetië, waar de Oostenrijkers nog altijd heersten.

### Koninkrijk Italië
Er werd een parlement samengesteld met afgevaardigden uit alle verenigde staten, dat in februari 1861 het koninkrijk Italië proclameerde, met Rome als toekomstige hoofdstad. De Frans-Italiaanse verhouding bleef wringen door de Romeinse kwestie en dreigde te escaleren toen Garibaldi in 1862 met zijn Roodhemden naar Rome marcheerde. In Aspromonte werden de Roodhemden verslagen door het leger van Victor Emanuel, dat ingezet werd om een conflict met Frankrijk te vermijden. In 1864 werd uiteindelijk gekozen voor Florence als hoofdstad voor het nieuwe Italië en Rome buiten het koninkrijk onder pauselijke voogdij te laten.

### Pruisisch-Oostenrijkse Oorlog
Toen in 1866 de Pruisisch-Oostenrijkse Oorlog uitbrak, moedigde Napoleon III het verenigde Italië aan in alliantie te treden met Pruisen. Frankrijk zelf verkreeg van Oostenrijk Venetië, om daarmee de Franse neutraliteit af te kopen. Toen de Italianen probeerden Venetië gewapenderhand in te lijven, werden ze door Oostenrijk verslagen te Custoza (nabij Verona) en ter zee in de Slag bij Lissa (1866) in de Adriatische Zee. Doordat veel Oostenrijkse troepen hun handen vol hadden aan de Italianen, kon Pruisen Oostenrijk verslaan in de Slag bij Sadová. Na afloop van de oorlog droeg Frankrijk Venetië over aan Victor Emanuel.

### De Frans-Pruisische Oorlog
Garibaldi had nog steeds zijn zinnen op Rome gezet, dat nog steeds beschermd werd door Franse troepen. Deze troepen verlieten de stad in 1870, toen ze werden ingezet in de Frans-Pruisische Oorlog. Deze keer kon Rome zonder buitenlandse weerstand worden ingelijfd en uitgeroepen tot hoofdstad. De paus werd enkel het Vaticaan overgelaten, wat het begin betekende van de Romeinse Kwestie. De Risorgimento kon nu worden afgesloten.

## Irredentisme
Na de uiteindelijke Italiaanse eenmaking bleven er nog enkele Oostenrijkse gebieden over waar Italië aanspraak op maakte, maar die niet opgenomen waren in het jonge Italië. Deze gebieden waren onder andere Zuid-Tirol, Istrië en Triëst, oftewel het Italia Irredenta (het onverzoende Italië). De voorstanders van de aansluiting van deze gebieden heetten dan ook irredentisten. Overigens werden Corsica, Malta, San Marino en Vaticaanstad niet opgenomen.

## Afspraak tussen elites
De Italiaanse eenwording is in feite het resultaat van een afspraak tussen elites uit Noord- en Zuid-Italië. Noord-Italië is van oudsher cultureel georiënteerd op Centraal-Europa. Ten paleize van het koninkrijk Sardinië (hoofdzetel in Turijn) werd Frans gesproken. Vanaf het einde van de 18e eeuw kwam de industrialisering op gang in Noord- en Midden-Europa. Deze ontwikkeling ging aan Noord-Italië voorbij. De pauselijke domeinen in het midden van het schiereiland beschouwden het industrialisatieproces als een regelrechte bedreiging voor hun machtsbasis. De pauselijke macht was vooral gebaseerd op feodale verhoudingen. Gesteund door zijn bondgenoten Frankrijk en Oostenrijk-Hongarije zorgde de paus ervoor dat Noord-Italië een bufferfunctie kreeg, natuurlijk tot misnoegen van de Noord-Italiaanse elites.
De Zuid-Italiaanse elites beschouwden de industrialisering eveneens als een bedreiging: ook de Zuid-Italiaanse machtsverhoudingen waren gebaseerd op feodale eigendomsverhoudingen. In hun ogen was uitbreiding van grondgebied de beste manier om deze verhoudingen te consolideren. Dit kon alleen maar ten koste gaan van de pauselijke domeinen.
De Noord- en Zuid-Italiaanse elites vonden elkaar hierin: indamming van de pauselijke macht verschafte de Noord-Italianen enerzijds de mogelijkheid om het industrialisatieproces te initiëren, anderzijds gaf het de Zuid-Italiaanse elites de zekerheid dat de feodale verhoudingen behouden bleven. Kortom, "Alles moest veranderen, opdat alles hetzelfde zou blijven" aldus ene Tancredi, een ambitieuze opportunistische jongeman uit de roman Il Gattopardo van Giuseppe Tomasi di Lampedusa.
Aan de Risorgimento ligt dus een contract tussen ongelijksoortige partners ten grondslag, dat nog steeds bepalend is voor de Italiaanse politiek en voor de grote verschillen in economische ontwikkeling tussen Noord en Zuid.